# سیارک ۱۵۸۳۸
سیارک ۱۵۸۳۸ (به انگلیسی: 15838 Auclair، نامگذاری:1995FU12) پانزده هزار و هشتصد و سی و هشتمین سیارک کشف شده‌است که در ۲۷ مارس ۱۹۹۵ کشف شد.
قدر مطلق سیارک برابر ۲۱.۴ است.